# Szent Domnius-főszékesegyház
A Szent Domnius-főszékesegyház (horvátul: Katedrala Svetog Duje, helyi nevén Sveti Dujam vagy köznyelvben Sveti Duje) a horvátországi Split városának római katolikus székesegyháza. Az épület a Split-Makarskai főegyházmegye székhelye, amelyet jelenleg Zdenko Križić érsek vezet. A Szent Domnius-főszékesegyház Diocletianus palotájának helyén, egy császárkori római mauzóleumból kialakított templomegyüttes, egy hozzáépített harangtoronnyal; szigorúan véve valójában a templomot Szűz Máriának, a harangtornyot pedig Szent Domniusnak szentelték, és együtt alkotják a Szent Domnius-székesegyházat.
A Kr. u. 7. század fordulóján felszentelt Szent Domnius-székesegyházat tartják a világ legrégebbi katolikus székesegyházának, amely eredeti formájában, jelentősebb módosítások nélkül fennmaradt (bár a harangtorony a 12. századból származik). Maga az építmény, amelyet Kr. u. 305-ben Diocletianus római császár mauzóleumaként építettek, a második legrégebbi keresztény székesegyház által használt építmény. A templom Split óvárosának részeként 1979 óta az UNESCO világörökség része.

## Története
A mai spliti székesegyház eredetileg Diocletianus császár mauzóleumának épült. Közvetlenül az ő 313-ban bekövetkezett halála után a mediolanumi ediktum minden kereszténynek megadta a szabad vallásgyakorlás jogát: „mind a keresztények, mind általában minden ember szabadon követheti az általa választott vallást”. A keresztények ezután több bazilikát építettek a keresztény mártírok sírjain Salonában, amely akkoriban Dalmacia provincia közigazgatási központja volt, nem messze Splittől, és amely a szentek kultuszának központja lett, és sok zarándokot vonzott.
A 7. században az avarok és a szlávok elpusztították Salonát, a túlélők a szomszédos szigetekre menekültek. A többség később visszatért, és benépesítette az elhagyatott császári palotát. A császári mauzóleumot keresztény templommá alakították át, a pogány szimbólumokat eltávolították, akárcsak a szarkofágot, amelyben a császár nyugodott. A lerombolt salonai bazilikákból a palotába hozták azoknak a mártíroknak a csontjait, akiket Diocletianus császár meggyilkoltatott: Domnius, Salona első püspöke és Anastasius, egy egyszerű munkás csontjait. Tamás fődiakónus, egy 13. századi krónikás a 7. században Ivan Revnjanint említi Split első érsekeként, aki megszervezte és megalapította az egyházat Splitben.
A székesegyház nagy kapuját 1214-ben a helyi mester és művész, Andrija Buvina készítette. A diófa kaput Jézus életének 28 jelenetét ábrázoló faragványokkal díszítette. A kapu jól megmaradt, kivéve az alsó részét, amelyet a látogatók megrongáltak. A kapu nagyon értékes az európai kulturális örökség szempontjából, mivel az ebből a korszakból származó fakapuk az évszázadok során mind elpusztultak, míg a jellegzetes bronzkapuk meglehetősen jól megmaradtak.

## Építészeti jellemzői
A székesegyház nyolcszög alaprajzú, fedett peripterosszal. A 24 márványoszlopon korinthoszi oszlopfők állnak. A székesegyház portálja az ókorból származik. A barokk kőlap a tetején lévő tiarával hangsúlyozza a templom metropolitai és primátusi státuszát, amellyel az érsekség rendelkezett a Locum Beati Petri pápai bulla 1828-as kihirdetéséig. A portál fölött egy kis szarkofág található, amely IV. Béla király lányainak, Katalinnak és Margitnak a földi maradványait tartalmazza, akik az 1241-42-es tatárjárás idején a Klissza elleni támadás során vesztették életüket.
A belső tér lekerekített, és egy kupola fedi, szögletes és félköríves fülkékkel. A fülkékben eredetileg római császárok és istenek szobrait helyezték el. A termet nyolc, dalmát mészkőalapzaton álló gránitoszlop veszi körül, amelyeket korinthoszi fejezetek koronáznak. Az oszlopoknak csak díszítő funkciójuk van. A gazdagon díszített oszlopfők felett koszorúk állnak a porfír oszlopok második rendjének alapjaként. Ezek az oszlopok szintén korinthoszi fejezetekkel és valamivel kisebb koszorúkkal rendelkeznek. Fölötte egy fríz található Merkúr mint Pszükhopomposz (lélektárs a halottak birodalmában) portréival és Diocletianus császár és felesége, Prisca császárné medalionjaival. A bejárattól balra található a hatszögletű szószék, amelyet 1257-ben építettek Kolafisa hercegnő ajándékaként. Mavro mester építette értékes fekete és zöld porfírból, amely minden valószínűség szerint Diocletianus elpusztult szarkofágjából származik. A szószék hat darab helyi márványból készült, különböző fejezettel ellátott oszlopon áll.
A 15. században a főoltártól jobbra és balra lévő két fülkében két kőoltárt állítottak fel cibóriumokkal. A jobb oldali oltár Szent Domniusnak van szentelve. Bonino da Milano olasz mester építtette 1427-ben szarkofág formájában. Rajta Szent Domnius képe látható, amint ünnepi ruhában fekszik, feje az aureolán nyugszik, fölötte három angyal, akik drapériát hordoznak. Dujam Vušković 1429-ben késő gótikus freskókkal díszítette a cibórium belsejét. A 18. század második felében új oltárt építettek; ezt Szent Józsefnek szentelték. Az 1958-as felújítás során eltávolították a barokk antependiumot, és egy ősi szarkofágot fedeztek fel a Jó Pásztor (Pastor Bonus) képével. A szarkofágon a 13. századból származó verses feliratú menza található.
A bal oldali oltár Szent Anasztáznak, Split város egyik védőszentjének lett szentelve. Juraj Dalmatinac építtette 1448-ban, szintén egy szarkofág formájában. Az antependiumon Krisztus megkorbácsolásának realisztikus domborműve látható Donatello rajza alapján. Giovanni Maria Morlaiter velencei szobrász 1767-ben oltárt állított a székesegyház északi fülkéjében, Szent Domnius ereklyéit 1770-ben helyezték el ott. Az oltár antependiumán egy rokokó stílusú dombormű látható, amely Szent Domnius lefejezését ábrázolja. Az oltár fölött Mária életéből vett jeleneteket ábrázoló festményciklus látható, amely a flamand származású velencei művész, Pietra de Costera alkotása. A főoltár 1687 és 1689 között épült. Az oltár fölött faragott, lambériázott mennyezet található. A rajta lévő olajfestmények eucharisztikus témájúak, és Matije Ponzoni festőművész alkotásai, aki testvére, Sforza Ponzoni érsek megbízásából festette őket.
A kórus bővítését Markantun de Dominis érsek kezdeményezte a 17. század végén. Az építkezés során a mauzóleum keleti falát lebontották. Ennek következtében a peripterosz alakja sérült, de a székesegyházat megnagyobbították. A kórusban díszesen faragott fapadok és egy érseki trónus található, valamint Pietro Melchiorre Ferrari hat nagy méretű olajfestménye Szent Domnius életéről és egy görög Y alakú, a 14. század második feléből származó fából készült feszület.

## A harangtorony
A Szent Domnius-campanile az egyik legjobban megőrzött épület az egész Adriai-tenger partján, és a maga hat emeletével a középkori Dalmácia egyik legmagasabb épülete. Magassága 57 és 61 méter között változott. Építése a 13. században kezdődött és a 16. század közepéig tartott. A hosszú építési időszak miatt a román és a gótikus stíluselemek keveredése jellemzi.
A campanile egy látványos, karcsú, a teteje felé keskenyedő, áttört falakkal, kétoldalt és vakárkádokkal ellátott épület. Egy másik különleges építészeti jellemző az ókori környezethez való alkalmazkodás: a fejezetek, az ablaknyílások és az ívek alakjában, amelyek a perisztilium árkádjain és a peripterosz entablatúráján alapulnak. 
A harangtorony első építői és tervezői ismeretlenek. A 15. században Nikola Tvrdoje irányította az újraindított munkálatokat. A torony építését nemcsak a spliti lakosok támogatták, további adományozók voltak IV. Béla király és felesége, Laszkarisz Mária, valamint Frangepán herceg és felesége, Kolafisa.
A harangtornyot 1890 és 1908 között Alois Hauser bécsi építész tervei alapján teljesen felújították. Halála után Emil von Förster vette át az építkezés irányítását. A munkálatokat Andrija Perišić építőmester fejezte be. Az utolsó, reneszánsz jegyeket mutató emeletet alaposan átalakították és historizáló módon „harmonizálták” az alatta lévő emeletekkel. A számos ókori spoliát, griffmadár-, oroszlán- és szfinxszobrot eltávolították. Egyes alkotóelemeket a spliti városi múzeumban őriznek, másokat a salonai Tusculumba építettek be. A legutóbbi nagyobb felújítást 2018 és 2020 között végezték.
A campanile belsejében egy lépcső vezet a kilátószinthez, ahonnan remek kilátás nyílik a városra és az adriai kikötőre. A feljutás kissé nehézkes, különösen a szűk alsó szakaszon, amikor nagy a tömeg. A feljutásért belépődíjat kell fizetni.

## Galéria

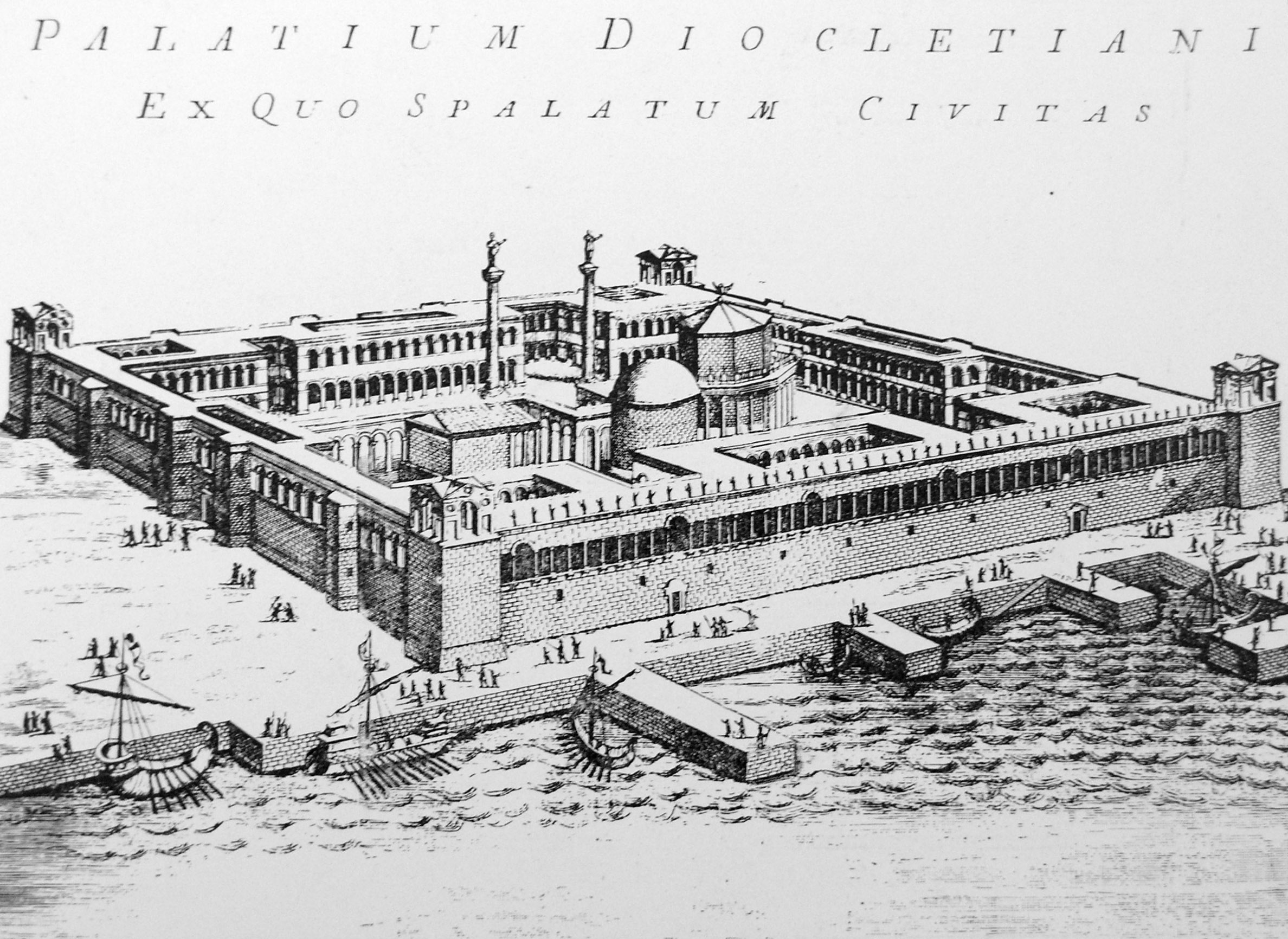
Diocletianus palotájának rekonstruált látképe
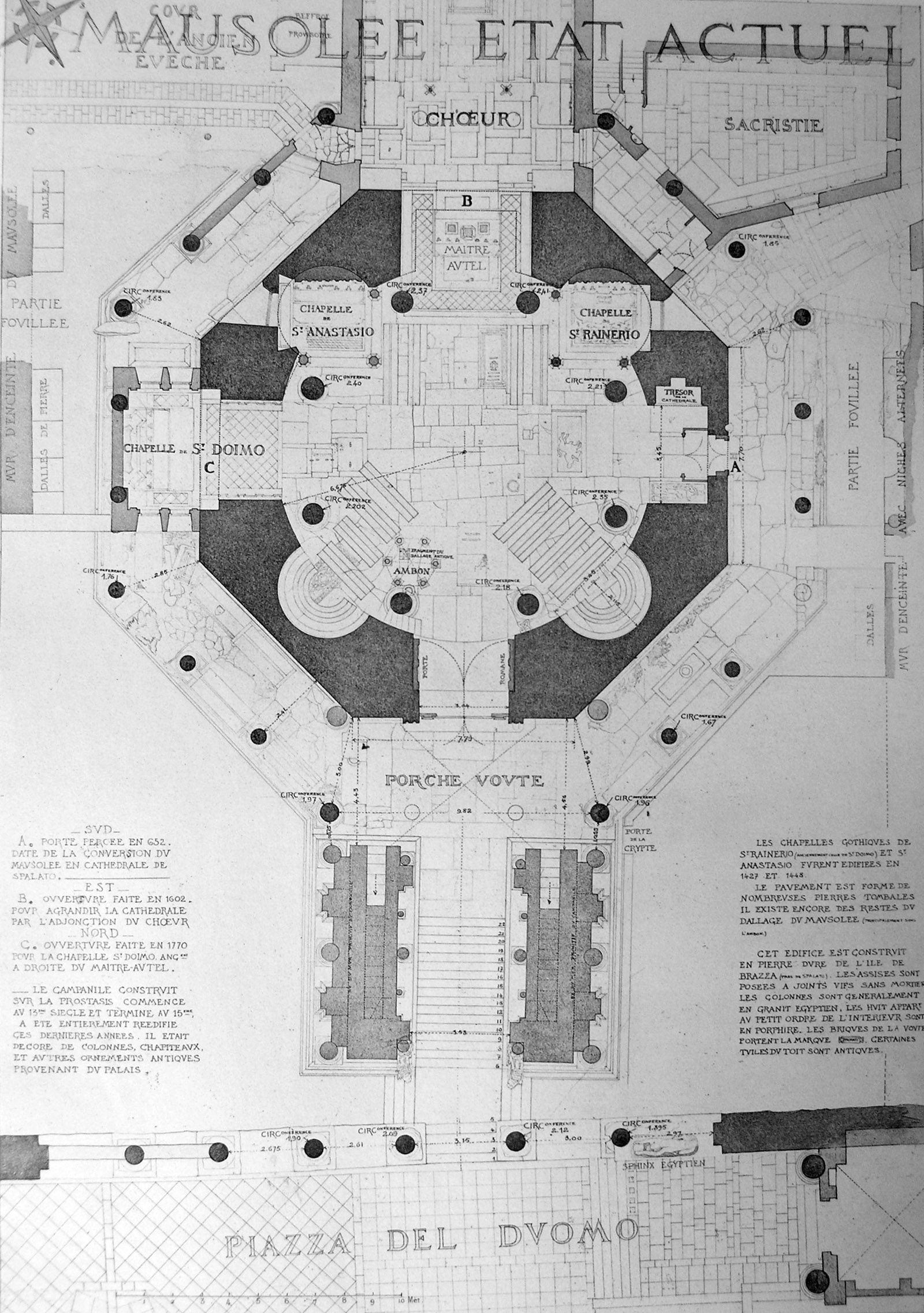
A templom alaprajza
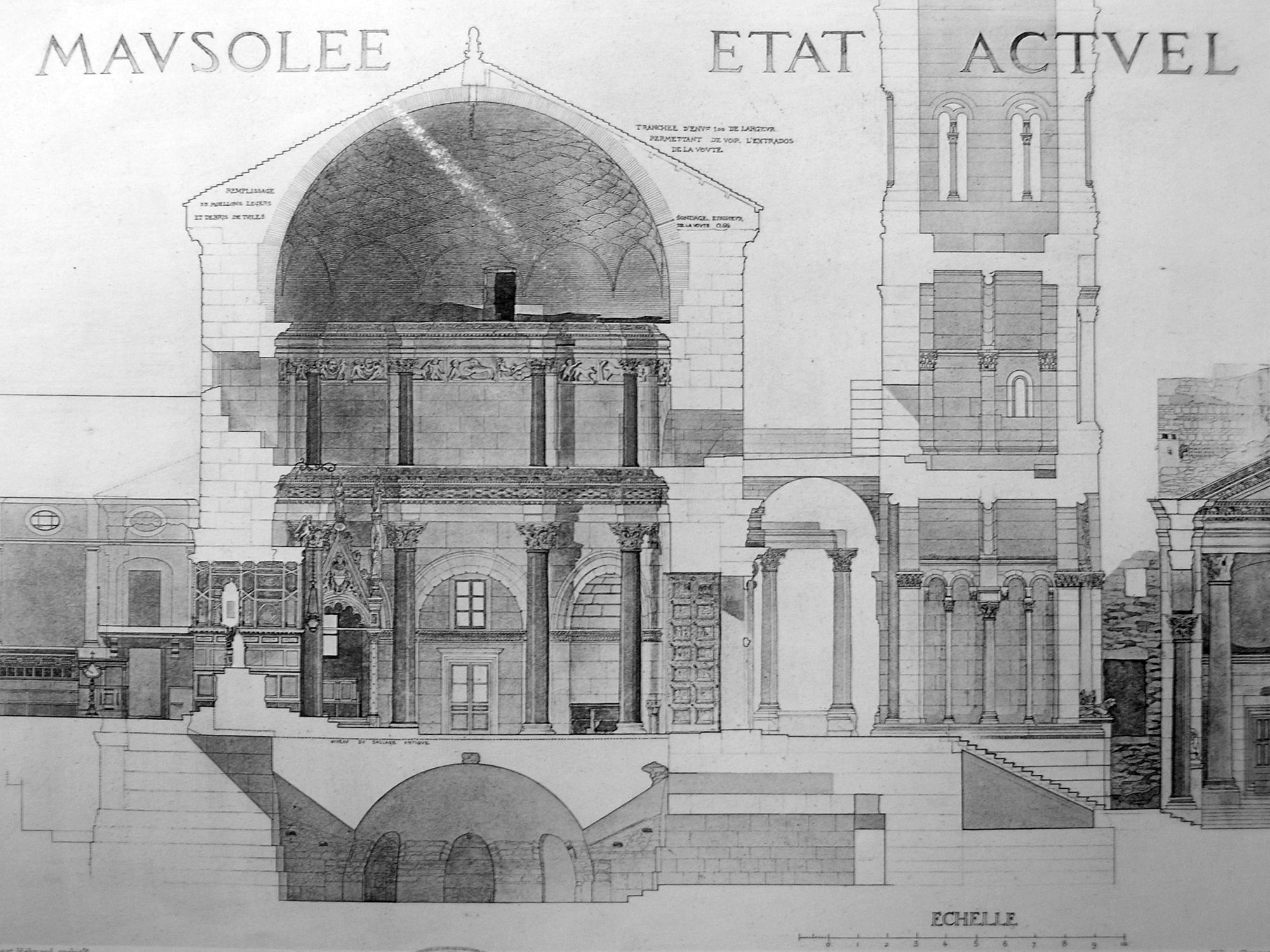
Az épület hosszanti keresztmetszete
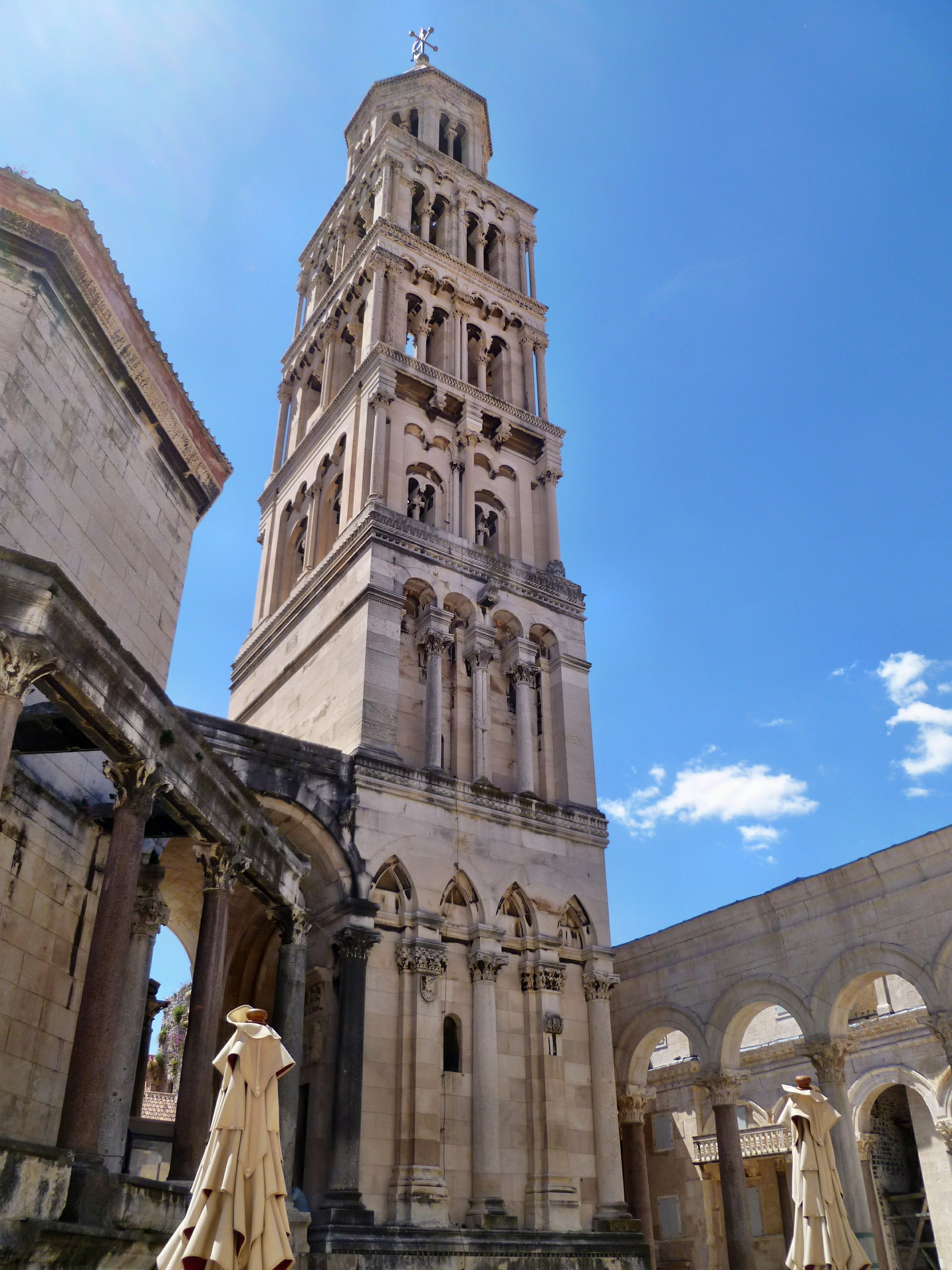
A harangtorony
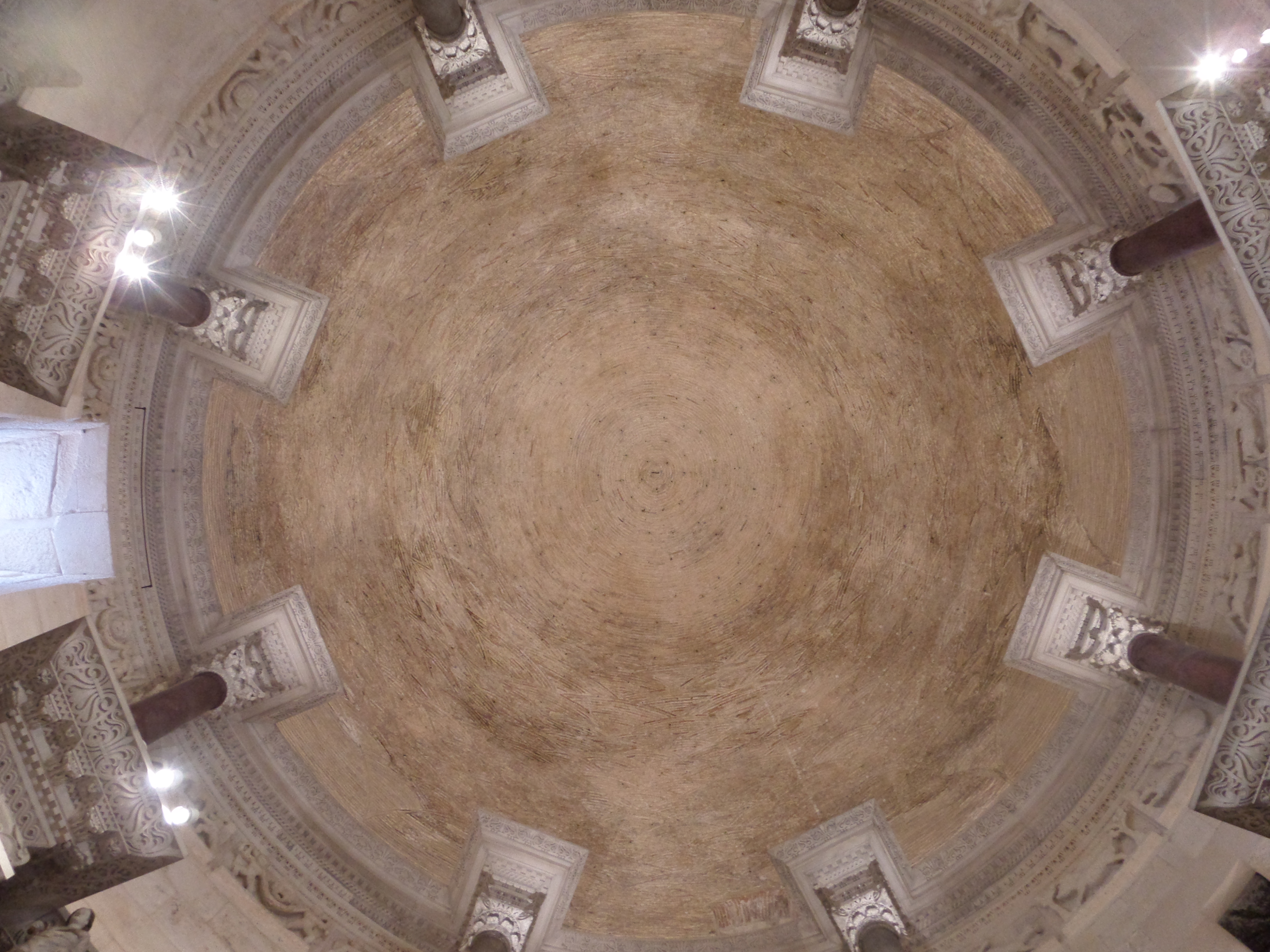
A római kori kupola belseje
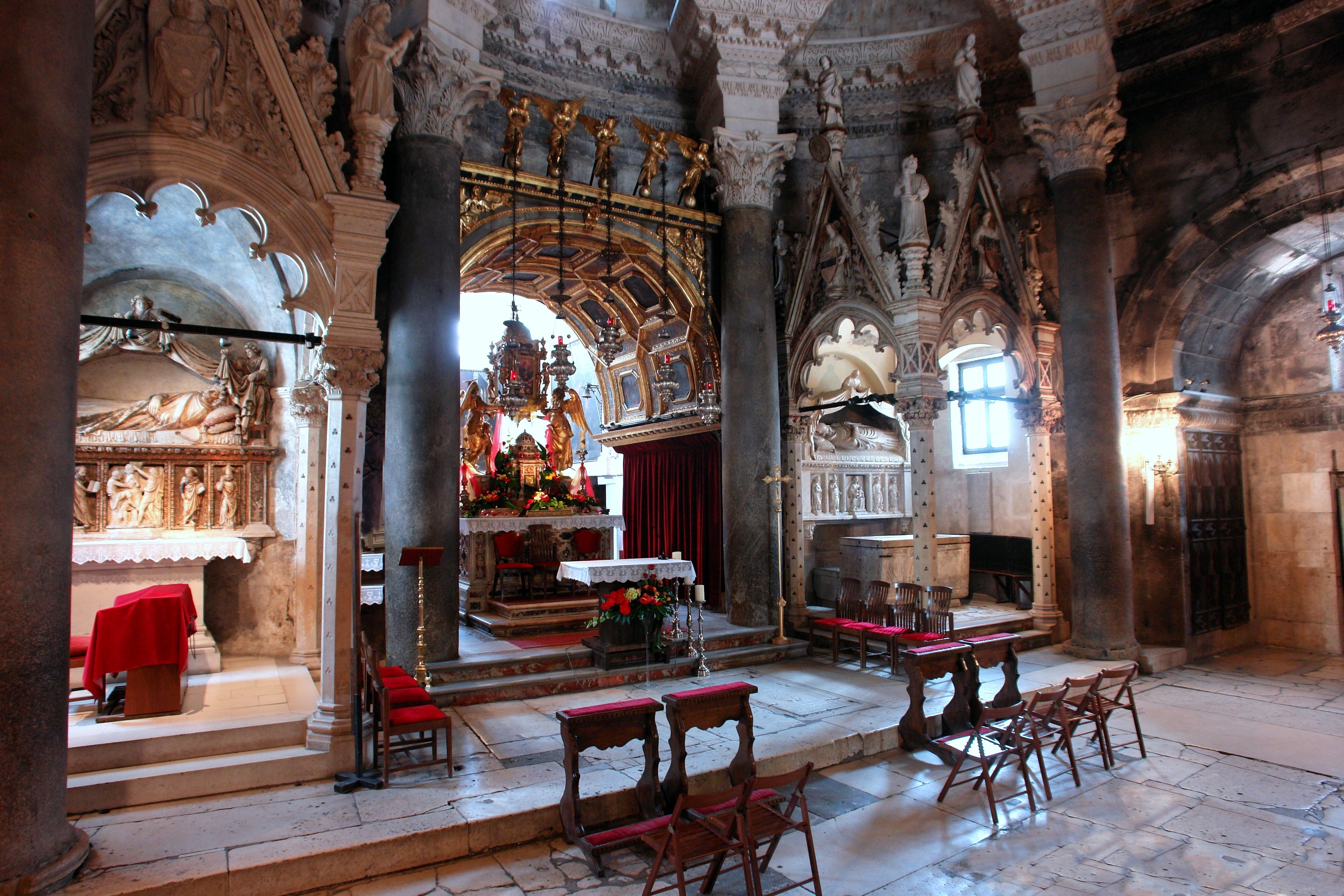
A díszes szentély
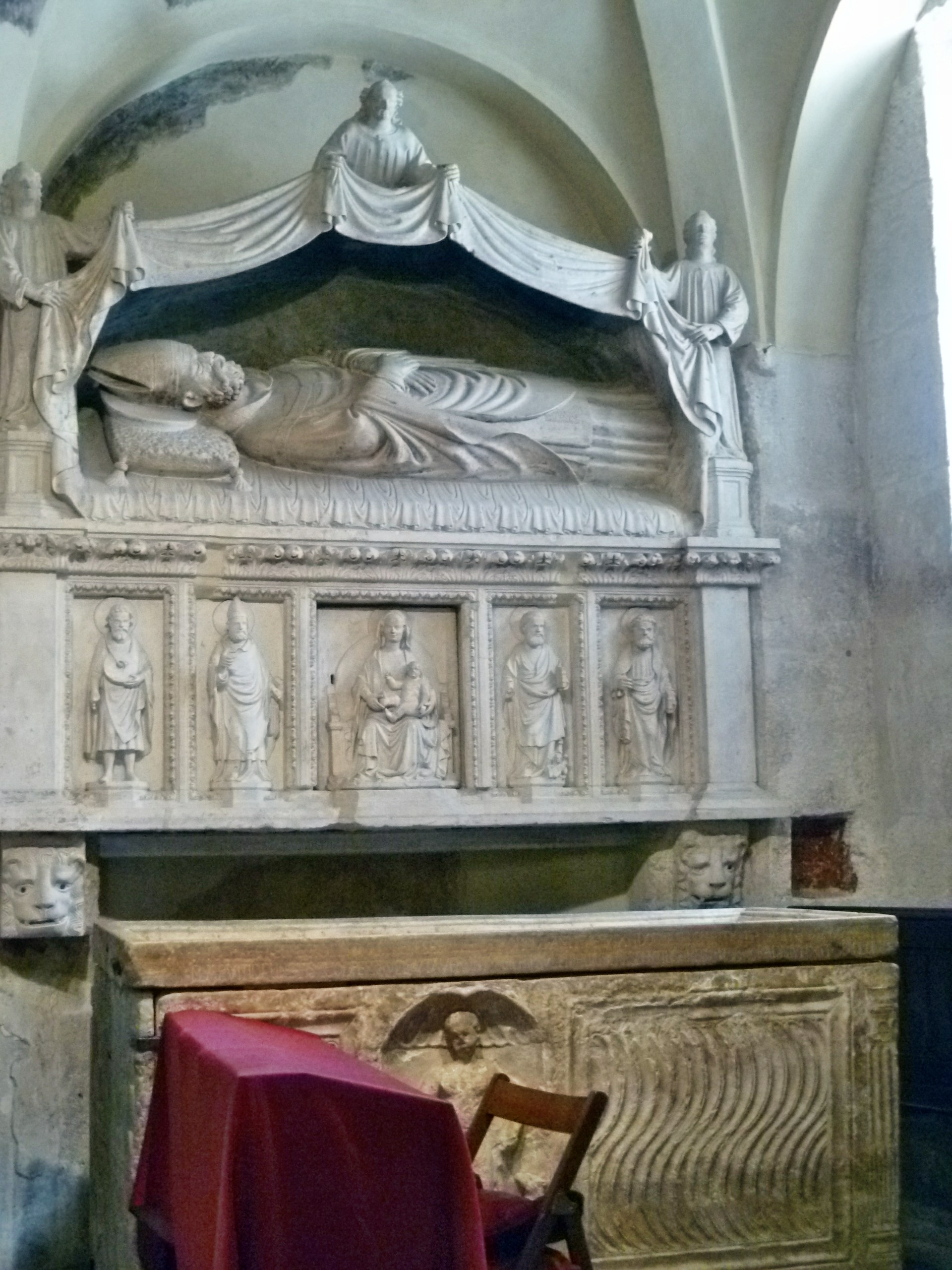
Szent Domnius sírja és a hozzáépített oltár
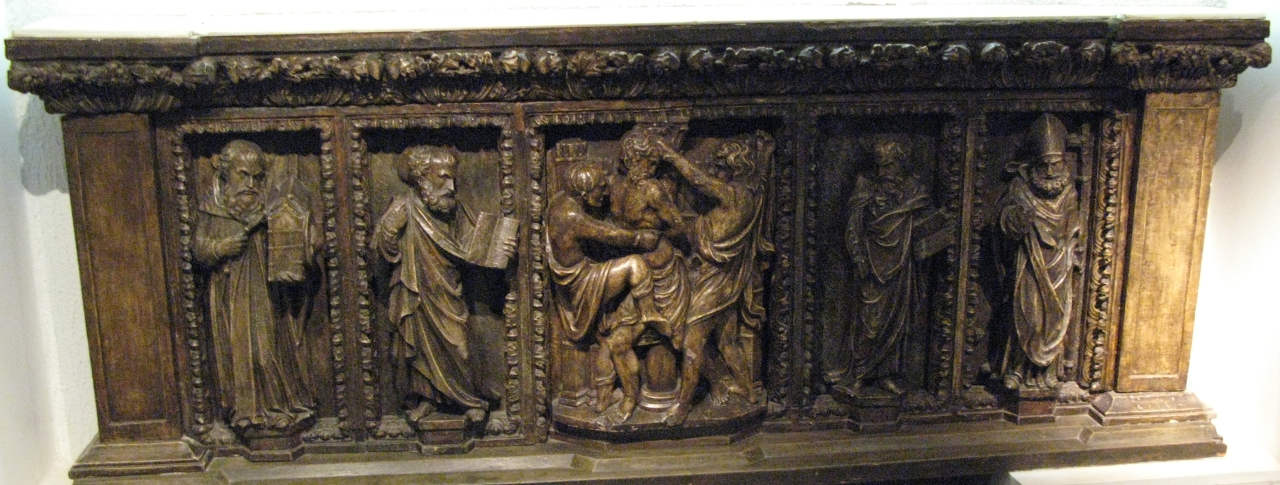
Részlet a Szent Anastasius-oltárból, amelyet Georges le Dalmate faragott 1448-ban
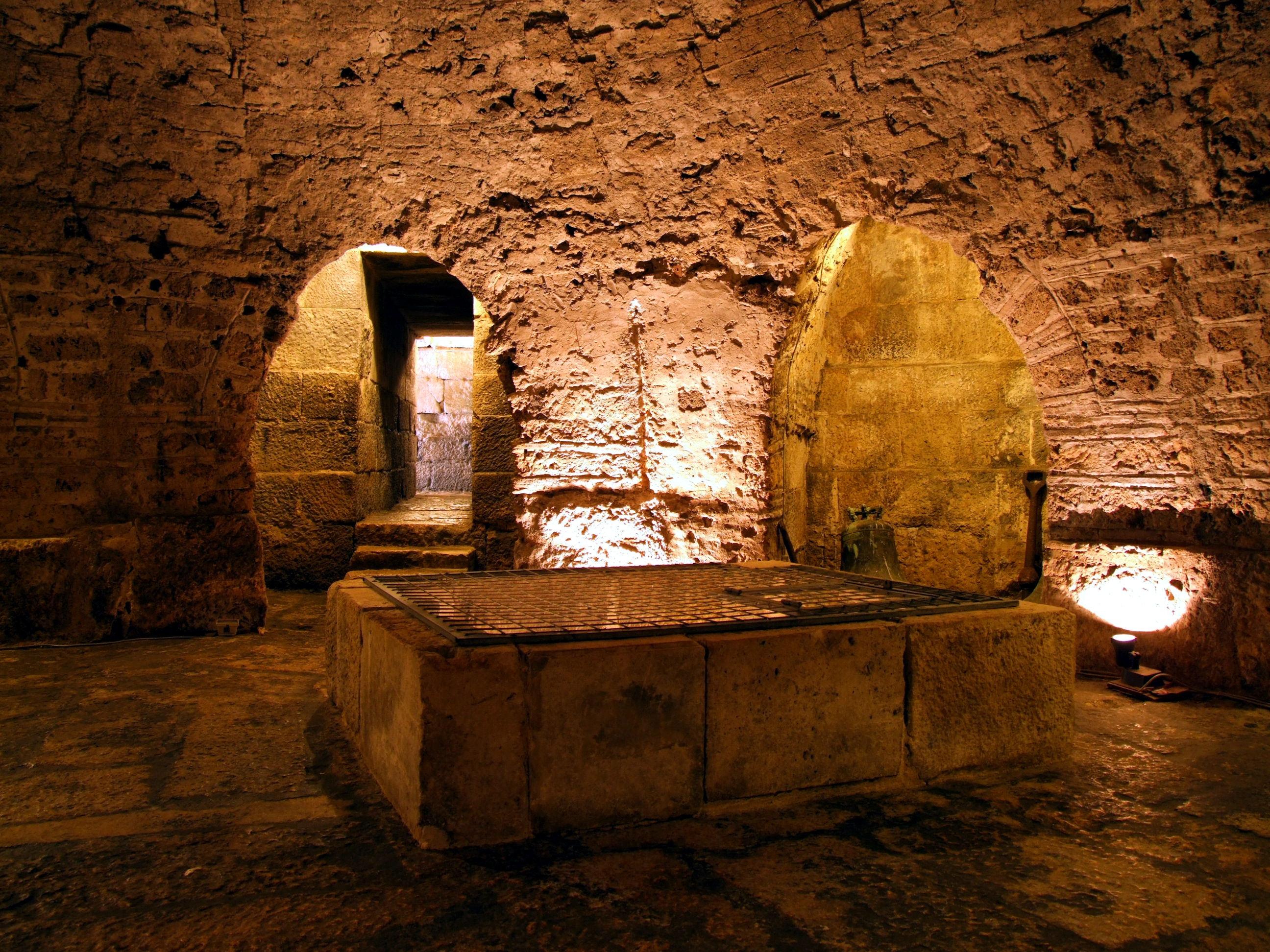
Az altemplomban található Szent Lúcia-kripta

## Fordítás
- Ez a szócikk részben vagy egészben  a   Kathedrale von Split című német Wikipédia-szócikk ezen változatának fordításán alapul.  Az eredeti cikk szerkesztőit annak laptörténete sorolja fel. Ez a jelzés csupán a megfogalmazás eredetét és a szerzői jogokat jelzi, nem szolgál a cikkben szereplő információk forrásmegjelöléseként.